# Paramaxates celebensis
Paramaxates celebensis är en fjärilsart som beskrevs av W. Warren 1894. Paramaxates celebensis ingår i släktet Paramaxates och familjen mätare. Inga underarter finns listade i Catalogue of Life.